# Kodzsong koreai császár
Kodzsong (Gojong) (Szöul (Seoul), 1852. szeptember 8. – Szöul (Seoul), 1919. január 21.), hangul: 고종, handzsa (hanja): 高宗, Korea utolsó királya (1864) és első császára (1897–1907). Csoszon (Joseon) I (Yi)-dinasztiájának tagja.

## Élete
I Haung (Yi Ha-eung) herceg, Korea régense és Min hercegnő legkisebb, harmadszülött fiaként, I Hjong (Yi Hyong) néven látta meg a napvilágot. Indzso (Injo) koreai király leszármazottjaként a koreai királyi ház egyik oldalágából került ki, és azért őt választották ki leendő koreai királynak, mert 1864-ben férfi ágon kihalt az I (Yi)-dinasztia fő ága, és a királyi ház folytonosságát volt hivatott az ifjú herceg biztosítani, majd a rangidős Cso (Jo) koreai királyné Mjongbok (Myeongbok) néven azonnal örökbe fogadta, és zökkenők nélkül örökölte a trónt 1864. január 16-án. Január 21-én koronázták királlyá Szöul (Seoul)ban, és ekkor vette fel a Kodzsong (Gojong) uralkodói nevet. Mivel még csak tizenkét éves, kiskorú volt, ezért régensek uralkodtak a nevében. Később sem érdekelték az államügyek, így házassága után (1866. március 21-én feleségül vette, Min Cshirok (Min Chi-rok) lányát) a „főfeleség” irányította az államügyeket: egy személyben volt Korea nagy hatalmú és rettegett királya és királynéja. Kodzsong (Gojong) trónra lépésekor Korea még kínai fennhatóság alatt állt, melyet sem Japán, sem Oroszország nem nézett jó szemmel, ezért mindkettő a saját befolyását szerette volna kiterjeszteni a királyságra. 1894-ben Kína és Japán között háborúra került sor, melyben Kína veszített 1895-ben. Tajvant megkaparintotta Japán, Korea pedig elszakadt Kínától. A királyné az egyre erősödő japán befolyást orosz kapcsolataival igyekezett ellensúlyozni. A japánok nagy hatalma és a királyra tett erős befolyása miatt meggyilkoltatták. A királynéra bérgyilkosai 1895. október 8-án éjszaka, álmában törtek rá. Kodzsong (Gojong) és fia (a későbbi Szundzsong (Sunjong)) ekkor menekültek az orosz követségre, ahol majdnem egy évig tartózkodtak.

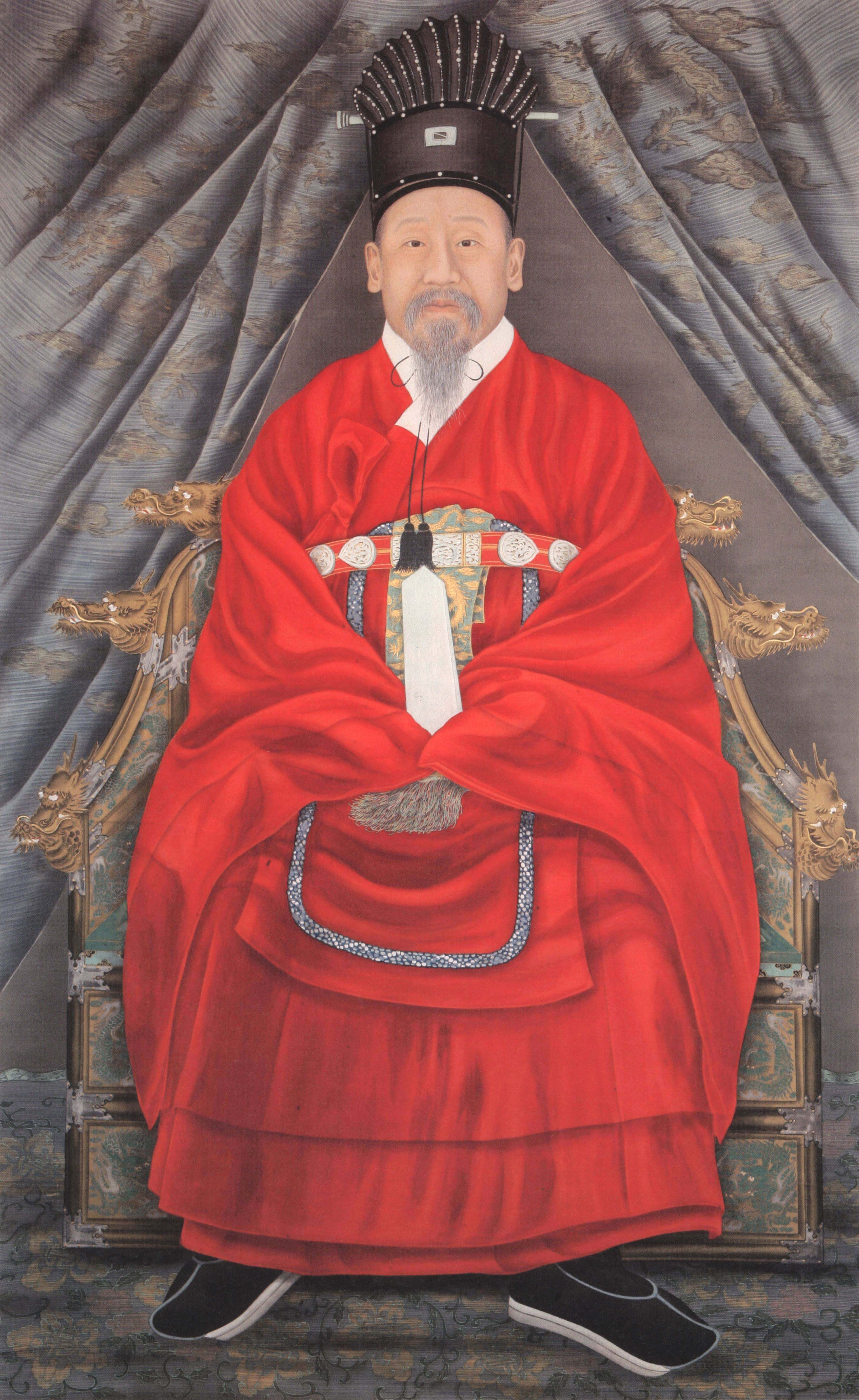
Kodzsong (Gojong), Korea császára hagyományos uralkodói viseletben

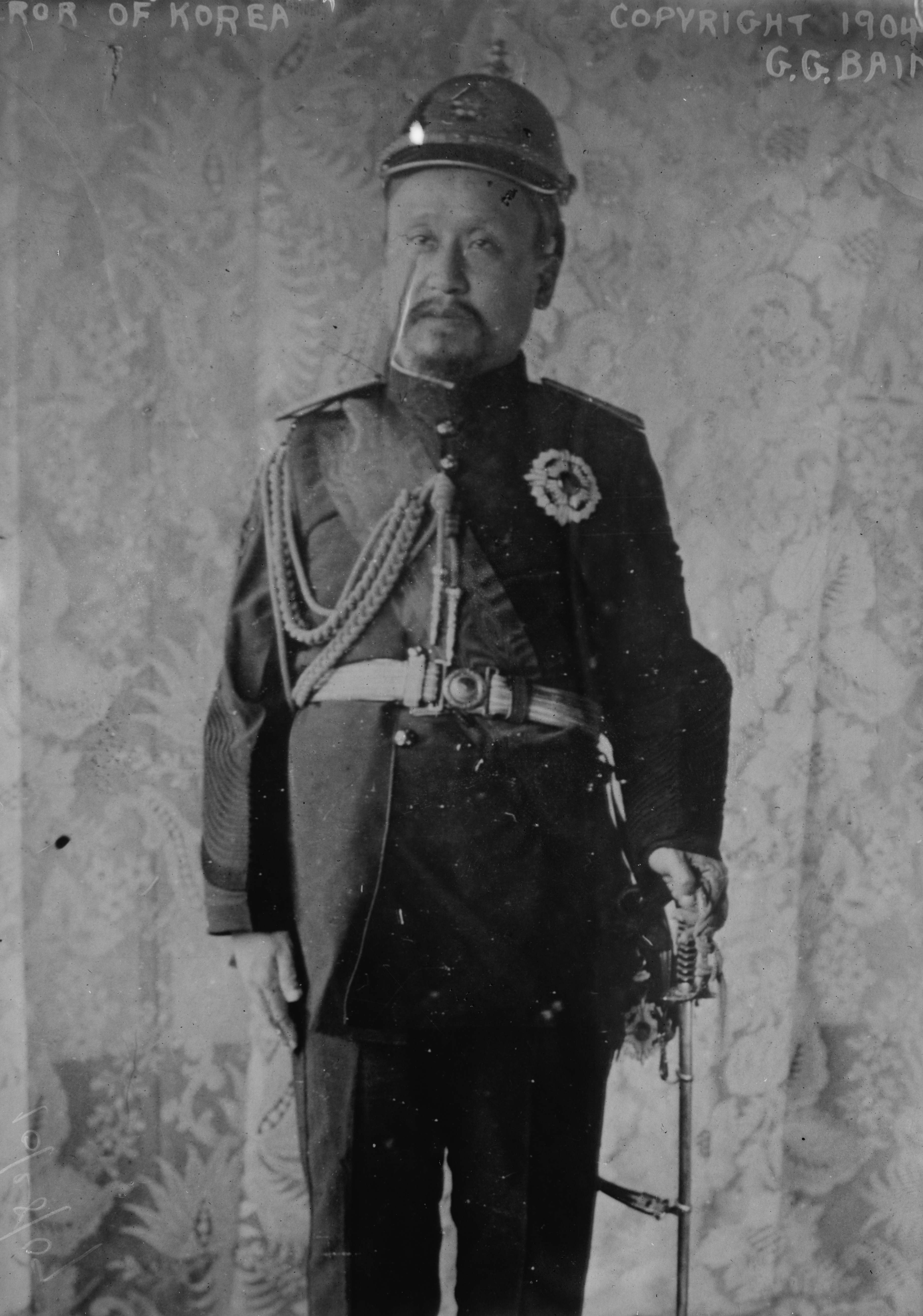
Kodzsong (Gojong) német katonai egyenruhában

1897. október 12-én az ország elnyerte teljes függetlenségét, melyet a nagyhatalmak, és különösen Japán és Oroszország szavatoltak. Az ország nevét ekkor Kodzsong (Gojong) uralkodói rendelettel Csoszon (Joseon)ról Tehan Cseguk (Daehan Jeguk)ra (Koreai Császárság, 대한제국) változtatta, magát pedig két nappal később Kvangmu (Gwangmu) néven császárrá koronáztatta, a japán és a kínai császárral egyenrangúnak nyilvánítva magát.
1898 szeptemberében a japánoknak tulajdonított „Kávémérgezési összeesküvést” sikerült élve megúsznia mind neki, mind pedig a trónörökösnek, de a fia maradandó károsodásokat szenvedett, és ennek következtében nemzőképtelenné vált, ami a dinasztiára nagy csapást jelentett, hiszen csak törvényes utódok örökölhették a trónt. 1905-ben Japán győztesen került ki a japán–orosz háborúból, és ennek következtében Korea magára maradt a japán annexiós törekvésekkel szemben, igy 1905-ben japán protektorátussá vált. Az ezt szentesítő iratra a császár aláírását jelentő pecsétet ráhamisították, Kodzsong (Gojong) élete végéig állította, hogy őt még kényszerrel sem tudták rávenni az aláírásra. 1907-ben az akkor ülésező második hágai békekonferencián Kodzsong (Gojong) titkos küldöttei útján megpróbált segítséget kérni a nyugati hatalmaktól, ám az ügy kitudódott, ezért a japánok 1907. július 20-án lemondatták a trónról fia, Szundzsong javára.
A császár teljesen visszavonult a közélettől, de látnia kellett fia lemondatását, Korea bekebelezését a Japán Birodalomba, az első világháború kitörését, a japán győzelmet. 1919. január 21-én halt meg Szöul (Seoul)ban. Négy gyermeket, 3 fiút és egy lányt hagyott csak hátra a 13-ból, hiszen sok gyermeke még kisgyermekkorában meghalt. Még 1912-ben 60 évesen is született gyermeke, egy kislány, aki egy japán professzorhoz ment később feleségül. A császár 1919. március 1-jén tartott temetése többszázezres, a japán uralom elleni tüntetésbe torkollott, és akkora nagy felkeléssé fajult, hogy a japánoknak két hónapjukba került azt vérbe fojtani. Posztumusz nevén is Kodzsong (Gojong)-ként emlékeznek rá. Az I (Yi)-ház mostani feje, I Un (Yi Eun), Kodzsong (Gojong) császár dédunokája.

## A császár magyar szemmel

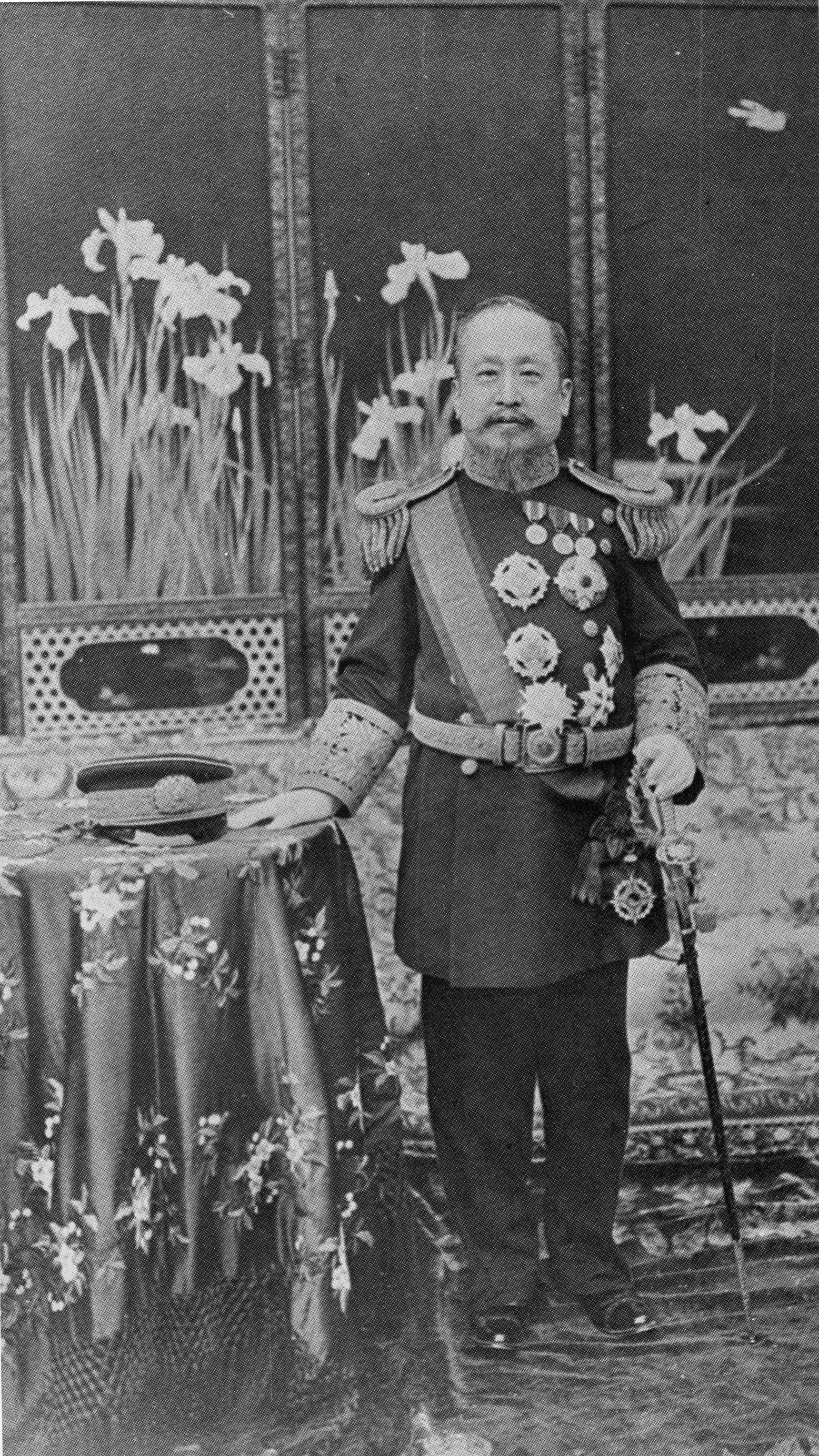
Kodzsong (Gojong) francia katonai egyenruhában

Vay Péter misszionárius a következő visszaemlékezést tette a koreai császárral való találkozásakor 1906-ban (a következő szöveg korabeli helyesírással íródott, így némileg eltér a mai változattól):
|  | „Korea uralkodója délután négy órakor fogadott. Személye szent, sérthetetlen, hatalma korlátlan. Kényura országának. Szabadon rendelkezik összes alattvalója felett. Élete és tulajdona felett parancsol. Császárnál több. Bálvány, kit népe térdre hajolva imád. Teste érinthetetlen. Még ha meghalt, akkor is. Holttestét csak a szemfedélbe burkolva emelhetik előirt szabályok szerint koporsójába. Aki a tilalmat áthágja és akarva vagy véletlen megérintené, szentségtörést követ el. Bűnéért halállal lakol. Viszont amit a király keze érint, ama hely meg van szentelve. Nevét hiába föl ne vedd. Aki azt kiejti, csak tisztelettel teheti, ha fölállva vagy sóhajok közt rebegi magasztos szótagjait. Korea pénzére soha sem vésik hasonmását, nehogy az avatatlan kezekbe kerüljön. Sőt arcképét is csak halála után festik meg. És fölfüggesztve az ősök csarnokában, tisztelet, imádat tárgya lesz.[...] A császár alapjában jól hat reám. Vonásai laposak ugyan, de arcza nyájas és arczkifejezése jóakaró. Alakja törékeny. Alig hiszem, hogy bármikor képes lett volna erősebb felhevűlésekre. Talán soha se gyűlölt és nem is szeretett. Tartózkodása a félénkséggel határos. Régi koreai sárga díszruhát visel, melyet sok-sok kabbalisztikus jel díszít. Dereka körül merev és fél bő nefrittel kirakott hivatalos övet hord. Olyan volt, mint egy rozoga hordót támogató vasabroncs, és a nyugati szem, a mely megszokta a testhez szoruló öveket, nagyon különös látványnak találta. Hazánk tiszteletbeli képviselője, aki már régen van Koreában és aki nagy tudós, alig ért rá a szükséges bemutatást elmondani, amikor a császár már megkezdte a társalgást. Nagyon érdekelte, hogy milyen úton jöttem, és amikor meghallotta, hogy Szibirián át érkeztem, nem győzött eleget kérdezősködni. – Mikor indult el hazulról? – Mennyi ideig vándorolt? – Mi érdekelte a legjobban? – Hogy tetszik önnek Mandsuria? – Mivel foglalkoznak az emberek? – Mire törekszenek? – – – és így tovább. Érdekelte őt Magyarország is és főleg a Nyugat mindenféle ügye és szokása. Hegyes vidék a szülőföldje? – Földmívelő nép lakja, mint itt? – Szép-e a főváros, és milyen a király palotája? Hallom, hogy ott fényes az udvari élet és sok a hintós díszfelvonulás. Amikor követeim visszatértek európai útjukról, nagyon érdekes részleteket mondtak el pompás városaikról, a jólétről és számos értékes emléket és képet hoztak haza. Fájdalom, már öreg vagyok, különben magam is elíndulnék, hogy lássam mindazt, amiről annyit hallottam. Egyik kérdés a másikat érte, alig volt annyi időm, hogy feleljek rájuk. Én természetesen, semmitsem kérdezhettem, hacsak nem közvetett úton, mert Korea szilárdan ragaszkodik ahhoz az etiketthez, mely majdnem mindegyik udvarnál megvan, hogy tudniillik csakis az uralkodó adhat a társalgásnak új irányt. – Amikor Söul-ba (Szöul (Seoul) érkezett, bizonyára nagyon megörült, meglátva, hogy a legszebb épület az önök székesegyháza. Micsoda nagy erőfeszítés kellett ahhoz, hogy ilyen magas tornyot építsenek, és úgy hallom, a belseje is nagyon szép. – Ki építette? – Mennyibe került? Elmondtam, hogy a szerzetesek egyike volt a mester, aki nagy gonddal tanulmányozta Violet-Leduc építészeti könyveit, és hogy a költség nagyon csekély volt, mert mindent jóformán ott a helyszínén készítettek. De még sokkal jobban érdekelte őt a közeli árvaházunk, ahol csaknem kétszáz gyermek van, kik itt találtak menedéket a nyomor és a halál elől. Örült, hogy egy kicsit többet hallott arról, ami a palota kapuin kivül történik, hogy valamivel többet tud meg arról a jótékony munkásságról, mely a tulajdon országa javára kifejlődött. Meglepő volt, hogy milyen éles figyelemmel követte magyarázataimat. Szerette volna tudni, hogy mi a véleményem a koreaiak, főleg a koreai gyermekek és az iskoláinkban nevelődő jövő generáció felől. (Szöul (Seoul), 1902. november)” |
|  | |

## Gyermekei
Feleségétől, Mjongszongtól (Myeongseongtól) és különböző ágyasaitól 13 gyermeke született:
1. I Szun (Yi Sun) herceg (1868. április 16.–1880. január 12.) (I (Yi) úrnőtől)
2. I (Yi) N. (fiú) (1871. november 9.–1871. november 13.) (Mjongszong (Myeongseong) császárnétól)
3. I (Yi) N. (leány) (–1873. november) (Mjongszong (Myeongseong) császárnétól)
4. I (Yi) N. (fiú) (–1875) (Mjongszong (Myeongseong) császárnétól)
5. I Cshok (Yi Cheok) (1874. március 25.–1926. április 24.) (Mjongszong (Myeongseong) császárnétól), 1907–1910: Szundzsong (Sunjong) néven Korea császára, 1. felesége Min trónörökösné (1907-től posztumusz császárné) (1872–1904), 2. felesége Jun (Yun) császárné (1894–1966), mindkét házassága gyermektelen maradt a császár feltételezett impotenciája miatt, melyet mérgezésnek tulajdonítottak
6. I The (Yi Tae) herceg (–1878) (Mjongszong (Myeongseong) császárnétól)
7. I Gang (Yi Gang) herceg (1877. március 30.–1955. augusztus 15.) (Cshang (Chang) úrnőtől), Ui herceg (törvényesítve, 1906-tól  valódi császári herceg), Pjonggil (Pyeong-gil) herceg, felesége Kim Szudok (Kim Su-deok) hercegnő (1880–1963), feleségétől nem születtek utódai, de 12 fia és 9 lánya született 13 ágyasától, akiknek egy részét később törvényesítették, többek közt:
  1. I Gap (Yi Gab) úr (1938–2014), 2 fiú, többek közt:
    1. I Von (Yi Won) császári herceg és tv producer (1962–), a koreai császári ház feje 2005-től, miután elődje, I Gu (Yi Gu) posztumusz örökbe fogadta 2005. július 22-én, 2 fiú

  2. I Szok (Yi Seok) úr (1941–) popénekes Lee Hai-Suk (az USA-ban Hai-Suk Lee) néven, 1 fiú és két leány
8. I (Yi) Un herceg (1897. október 20.–1970. május 1.) (Om úrnőtől), japánosan Ri Gin, 1900-tól császári herceg, 1907-től trónörökös, 1926–1970: császári bátyja halála után a császári ház feje, felesége Nasimoto Maszako (koreai olvasatban a személyneve: Pangdzsa (Bangja)) japán hercegnő, aki felvette a koreai császári hercegnői címet (1901–1989), 2 fiú, többek között:
  1. I Gu (Yi Gu) császári herceg (1931–2005), 1970–2005: a koreai császári ház feje, felesége Julia Mullock (1923–) ukrán származású amerikai nő, elváltak, házasságuk gyermektelen maradt, 1 örökbe fogadott leány
9. I Juk (Yi Yuk) herceg (1906–1908) (I (Yi) úrnőtől)
10. I (Yi) U herceg (megh. fiatalon) (Csong úrnőtől)
11. I (Yi) N. (leány) (megh. fiatalon) (I (Yi) úrnőtől)
12. I (Yi) N. (leány) (megh. fiatalon) (I (Yi) úrnőtől)
13. I Dokhje (Yi Deok-hye) hercegnő (1912. május 25.–1989. április 21.) (Jang (Yang) úrnőtől), férje gróf Szó Takejuki (1908–1985) japán professzor, költő. elváltak, 1 leány:
  1. Szó Maszae grófnő (1932–1955), feltételezhetően öngyilkosságot követett el, eltűnt, valószínűleg vízbe fulladt, férje Szuzuki Noboru (1931–) japán költő, felvette felesége családnevét (Szó Noboru), nem születtek gyermekeik

(A hitvesek keresztneve a királynék kivételével ismeretlen. A rangok leírását lásd: Címek és megszólítások a Csoszon-dinasztiában)

## Posztumusz neve
- hangul: 대한제국고종통천융운조극돈윤정성광의명공대덕요준순휘우모탕경응명립기지화신렬외훈홍업계기선력건행곤정영의홍휴수강문헌무장인익정효태황제폐하
- handzsa (hanja): 大韓帝國高宗統天隆運肇極敦倫正聖光義明功大德堯峻舜徽禹謨湯敬應命立紀至化神烈巍勳洪業啓基宣曆乾行坤定英毅弘休壽康文憲武章仁翼貞孝太皇帝陛下
- Átírással: Tehan Cseguk Kodzsong Thongcshon Jungun Csoguk Tonjun Csongszong Kvangi Mjonggong Tedok Jodzsun Szunhü Umo Thanggjong Ummjong Ripki Csihva Sinnjol Öhun Hongop Kjegi Szonnjok Konheng Kondzsong Jongi Honghju Szugang Munhon Mudzsang Inik Csonghjo The Hvangdzse Phjeha (Daehan Jeguk Gojong Tongcheon Yungun Jogeuk Donyun Jeongseong Gwang-ui Myeonggong Daedeok Yojun Sunhwi Umo Tanggyeong Eungmyeong Lipki Jihwa Sinryeol Oehun Hongeop Gyegi Seonryeok Geonhaeng Gonjeong Yeong-ui Honghyu Sugang Munheon Mujang Inik Jeonghyo Taehwangje Pyeha)